# Plattling (stacja kolejowa)
Plattling – stacja kolejowa w Plattling, w kraju związkowym Bawaria, w Niemczech. Znajdują się tu 4 perony.

## Linki zewnętrzne

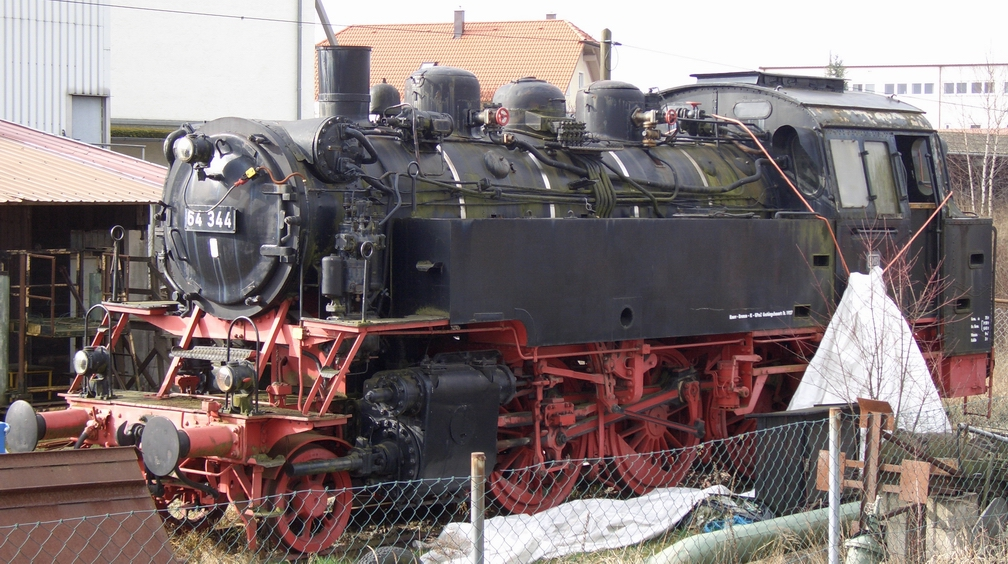
Zabytkowy parowóz

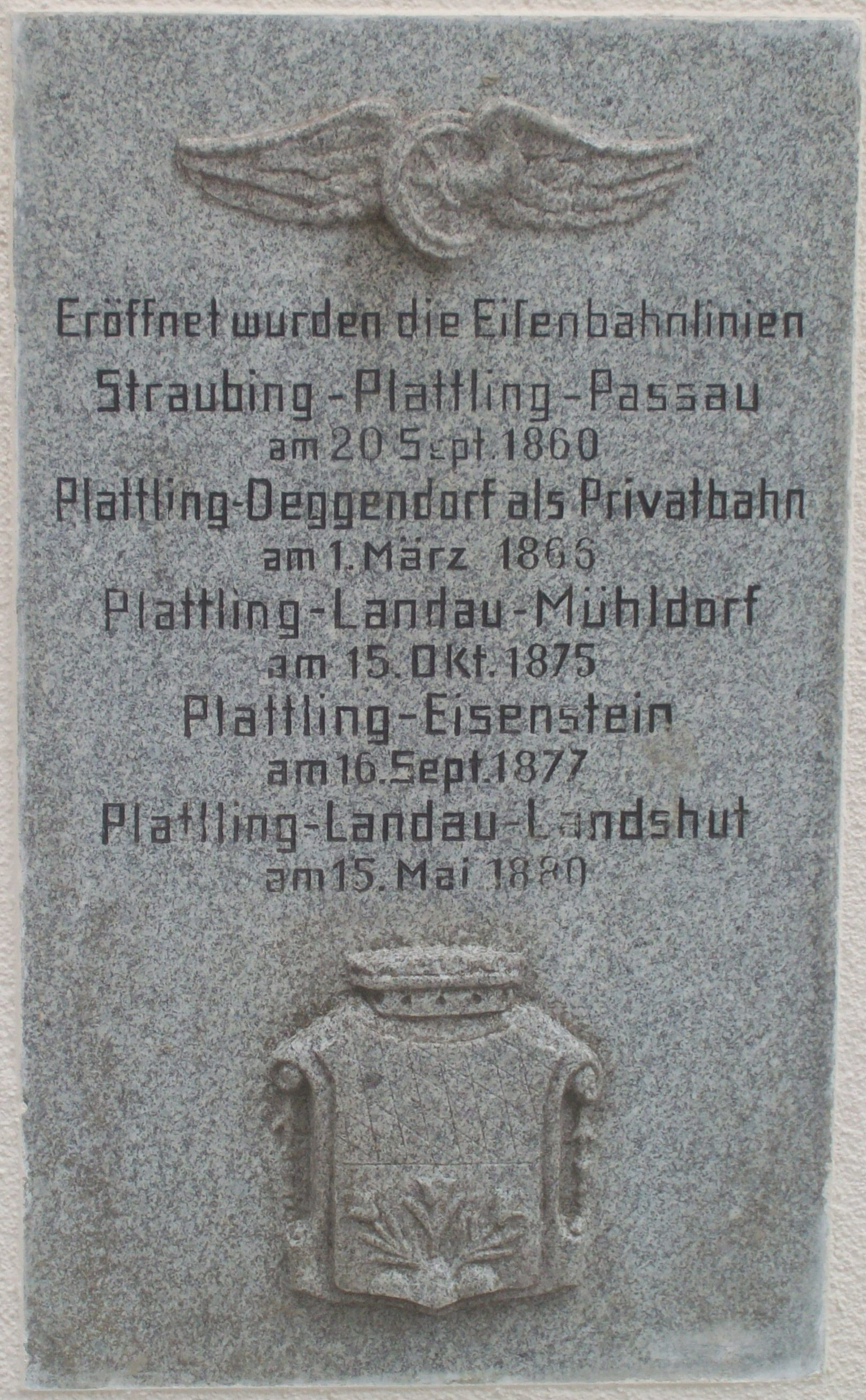
Tablica pamiątkowa